# One Out of Ten
One Out of Ten är en musiksingel av hårdrocksgruppen The Poodles från 2009. Det är den första singeln till skivan Clash of the Elements och är skriven av Jakob Samuel (sångaren i bandet) och Nicolo Fragile.
Musikvideon till låten är gjord på en blandning av live-klipp och Jakob som står och sjunger låten.